# Persone di nome Ole
| Questa pagina contiene informazioni ricavate automaticamente dalle voci biografiche con l'ausilio del template Bio e di un bot. L'aggiornamento è periodico e automatico e ricostruisce completamente la pagina. Se manca una persona in questa lista, sei pregato di non aggiungerla, ma accertati piuttosto che la sua voce biografica contenga il template Bio e che i dati anagrafici siano correttamente compilati. Se il template Bio manca, inseriscilo tu stesso o, in alternativa, metti l'avviso {{tmp\|Bio}} che ne segnala la mancanza. Se i dati riportati sono sbagliati, correggi direttamente la voce biografica; le modifiche saranno visibili in questa lista entro pochi giorni. Per chiarimenti vedi il progetto antroponimi. La lista contiene solo le 85 persone che sono citate nell'enciclopedia e per le quali è stato implementato correttamente il template Bio. Pagina aggiornata al 22 lug 2025. |

Questa è una lista di persone presenti nell'enciclopedia che hanno il nome Ole, suddivise per attività principale.

## Allenatori di calcio(8)
- Ole Johan Aas, allenatore di calcio, ex giocatore di calcio a 5 e ex calciatore norvegese (Eidsberg, n. 1986)
- Ole Hjelmhaug, allenatore di calcio e ex calciatore norvegese (Lærdal, n. 1976)
- Ole Einar Martinsen, allenatore di calcio e ex calciatore norvegese (n. 1967)
- Ole Skouboe, allenatore di calcio e ex calciatore danese (Gjørup, n. 1949)
- Ole Gunnar Solskjær, allenatore di calcio e ex calciatore norvegese (Kristiansund, n. 1973)
- Ole Bjørn Sundgot, allenatore di calcio e ex calciatore norvegese (Ålesund, n. 1972)
- Ole Tobiasen, allenatore di calcio e ex calciatore danese (Amager, n. 1975)
- Ole Werner, allenatore di calcio tedesco (Preetz, n. 1988)

## Alpinisti(1)
- Ole Daniel Enersen, alpinista, fotografo e giornalista norvegese (Oslo, n. 1943 - Oslo, † 2024)

## Astronomi(1)
- Ole Rømer, astronomo danese (Aarhus, n. 1644 - Copenaghen, † 1710)

## Batteristi(1)
- Ole Öhman, batterista svedese (Stoccolma, n. 1973)

## Biatleti(1)
- Ole Einar Bjørndalen, ex biatleta e fondista norvegese (Drammen, n. 1974)

## Calciatori(28)
- Ole Marius Aasen, calciatore norvegese (Hommersåk, n. 1992)
- Ole Martin Årst, ex calciatore norvegese (Bergen, n. 1974)
- Ole Didrik Blomberg, calciatore norvegese (Bergen, n. 2000)
- Ole Budtz, ex calciatore danese (Hillerød, n. 1979)
- Ole Dyrstad, ex calciatore norvegese (Honningsvåg, n. 1956)
- Ole Jørgen Halvorsen, calciatore norvegese (Sarpsborg, n. 1987)
- Ole Heieren Hansen, ex calciatore norvegese (Fredrikstad, n. 1987)
- Ole Johnny Henriksen, ex calciatore norvegese (Moss, n. 1955)
- Ole Kjær, ex calciatore danese (Kolding, n. 1954)
- Ole Kristian Kråkmo, ex calciatore norvegese (Trondheim, n. 1985)
- Ole Arvid Langnes, ex calciatore norvegese (Bodø, n. 1971)
- Ole Madsen, calciatore danese (Copenaghen, n. 1934 - † 2006)
- Ole Erik Midtskogen, calciatore norvegese (Tynset, n. 1995)
- Ole Møller Nielsen, ex calciatore e ex giocatore di calcio a 5 danese (Horsens, n. 1965)
- Ole Andreas Nilsen, ex calciatore norvegese (Tromsø, n. 1976)
- Anton Olsen, calciatore danese (Copenaghen, n. 1889 - Gentofte, † 1972)
- Ole Kristian Olsen, ex calciatore norvegese (Mjøndalen, n. 1950)
- Ole Pohlmann, calciatore tedesco (Minden, n. 2001)
- Ole Qvist, ex calciatore danese (n. 1950)
- Ole Rasmussen, ex calciatore danese (Amager, n. 1952)
- Ole Kristian Selnæs, calciatore norvegese (Trondheim, n. 1994)
- Ole Johan Singsdal, ex calciatore norvegese (Kyrksæterøra, n. 1979)
- Ole Söderberg, ex calciatore svedese (Norrköping, n. 1990)
- Ole Erik Stavrum, ex calciatore norvegese (n. 1966)
- Ole Stavrum, ex calciatore norvegese (Kristiansund, n. 1940)
- Ole Amund Sveen, calciatore norvegese (Gjøvik, n. 1990)
- Ole Sørensen, calciatore danese (Copenaghen, n. 1937 - † 2015)
- Ole Romeny, calciatore olandese (Nimega, n. 2000)

## Cestisti(1)
- Ole Bakken, cestista canadese (Harstad, n. 1922 - Toronto, † 1992)

## Chitarristi(2)
- Ole Beich, chitarrista e bassista danese (Esbjerg, n. 1955 - Copenaghen, † 1991)
- Apollyon, chitarrista, bassista e cantante norvegese (Norvegia, n. 1974)

## Ciclisti su strada(2)
- Ole Ritter, ex ciclista su strada e pistard danese (Slagelse, n. 1941)
- Ole Theiler, ciclista su strada tedesco (Viersen, n. 2002)

## Compositori(1)
- Ole Schmidt, compositore, direttore d'orchestra e pianista danese (Copenaghen, n. 1928 - Marciac, † 2010)

## Direttori d'orchestra(1)
- Ole Windingstad, direttore d'orchestra, pianista e compositore norvegese (Sandefjord, n. 1886 - Kingston, † 1959)

## Dirigenti sportivi(3)
- Christer Basma, dirigente sportivo, allenatore di calcio e calciatore norvegese (Oslo, n. 1972)
- Ole Bjur, dirigente sportivo e ex calciatore danese (Rødovre, n. 1968)
- Gabriel Rasch, dirigente sportivo e ex ciclista su strada norvegese (Hole, n. 1976)

## Fondisti(3)
- Ole Ellefsæter, fondista e cantante norvegese (Furnes, n. 1939 - Ringsaker, † 2022)
- Ole Hegge, fondista norvegese (Bardu, n. 1898 - Livingston, † 1994)
- Ole Stenen, fondista, combinatista nordico e sciatore di pattuglia militare norvegese (Øyer, n. 1903 - Oslo, † 1975)

## Ginnasti(1)
- Ole Iversen, ginnasta norvegese (n. 1884 - † 1953)

## Hockeisti su ghiaccio(1)
- Ole Einar Engeland Andersen, hockeista su ghiaccio norvegese (Ingolstadt, n. 1999)

## Imprenditori(2)
- Ole Bardahl, imprenditore norvegese (Trondheim, n. 1902 - Seattle, † 1989)
- Ole Kirk Kristiansen, imprenditore danese (Omvraa Mark, n. 1891 - Billund, † 1958)

## Judoka(1)
- Ole Bischof, judoka tedesco (Reutlingen, n. 1979)

## Medici(1)
- Ole Worm, medico, biologo e filologo danese (Århus, n. 1588 - Copenaghen, † 1654)

## Musicisti(1)
- Ole Olsen, musicista norvegese (Hammerfest, n. 1850 - Oslo, † 1927)

## Nuotatori(1)
- Ole Braunschweig, nuotatore tedesco (Berlino, n. 1997)

## Piloti di rally(1)
- Ole Christian Veiby, pilota di rally norvegese (Kongsvinger, n. 1996)

## Politici(2)
- Ole Jacob Broch, politico, fisico e economista norvegese (Fredrikstad, n. 1818 - Sèvres, † 1889)
- Ole Juulson Kvale, politico statunitense (Decorah, n. 1869 - † 1929)

## Pugili(1)
- Ole Klemetsen, pugile norvegese (Stavanger, n. 1971)

## Registi(1)
- Ole Bornedal, regista e attore danese (Nørresundby, n. 1959)

## Saltatori con gli sci(3)
- Ole Bremseth, ex saltatore con gli sci norvegese (n. 1961)
- Ole Christian Eidhammer, ex saltatore con gli sci norvegese (Molde, n. 1965)
- Ole Gunnar Fidjestøl, ex saltatore con gli sci norvegese (Kristiansand, n. 1960)

## Sciatori alpini(2)
- Ole Kristian Furuseth, ex sciatore alpino norvegese (Oslo, n. 1967)
- Ole Magnus Kulbeck, ex sciatore alpino norvegese (n. 1983)

## Scrittori(5)
- Ole Borch, scrittore, medico e scienziato danese (Nørre Bork, n. 1626 - Copenaghen, † 1690)
- Ole Henrik Laub, scrittore danese (Århus, n. 1937 - Assens, † 2019)
- Ole Nydahl, scrittore danese (Copenaghen, n. 1941)
- Arnulf Øverland, scrittore e poeta norvegese (Kristiansund, n. 1889 - Oslo, † 1968)
- Ole Edvart Rolvaag, scrittore statunitense (Dønna, n. 1876 - Northfield, † 1931)

## Tiratori a segno(3)
- Ole Lilloe-Olsen, tiratore a segno norvegese (Oslo, n. 1883 - Oslo, † 1940)
- Ole Østmo, tiratore a segno norvegese (Elverum, n. 1866 - Oslo, † 1923)
- Ole Sæther, tiratore a segno norvegese (Steinkjer, n. 1870 - Oslo, † 1946)

## Tiratori a volo(1)
- Ole Riber Rasmussen, tiratore a volo danese (Gladsaxe, n. 1955 - † 2017)

## Trombettisti(1)
- Ole Edvard Antonsen, trombettista norvegese (Vang, n. 1962)

## Velisti(3)
- Ole Berntsen, velista danese (Hellerup, n. 1915 - Gentofte, † 1996)
- Ole Gunnar Petersen, ex velista danese (Frederiksberg, n. 1934)
- Ole Sørensen, velista norvegese (Sandefjord, n. 1883 - Oslo, † 1958)

## Violinisti(1)
- Ole Bull, violinista e compositore norvegese (Bergen, n. 1810 - Lysøen, † 1880)